# Bolsevikok
A bolsevikok (oroszul: Большевики, a большинство, „többség” kifejezésből) vagy bolsevisták, baloldali forradalmi marxista pártplatform volt, melyet Vlagyimir Lenin hozott létre a mensevikektől (szó szerint „kisebbség”) való elszakadás során. A szakadás az 1898-ban alapított Oroszországi Szociáldemokrata Munkáspárt 2. kongresszusán ment végbe 1903-ban.
Miután 1912-ben létrehozták saját pártjukat, a bolsevikek az 1917-es októberi orosz forradalom során kerültek hatalomra, megdöntve az Orosz Köztársaság Alekszandr Kerenszkij vezette Ideiglenes Kormányát, majd Szovjet-Oroszország, később a Szovjetunió egyetlen uralkodó pártját alkották. Gondolataikra és gyakorlataikra gyakran hivatkoznak bolsevizmusként.

## A szakadás története

### Lenin ideológiája aMi a teendő?-ben

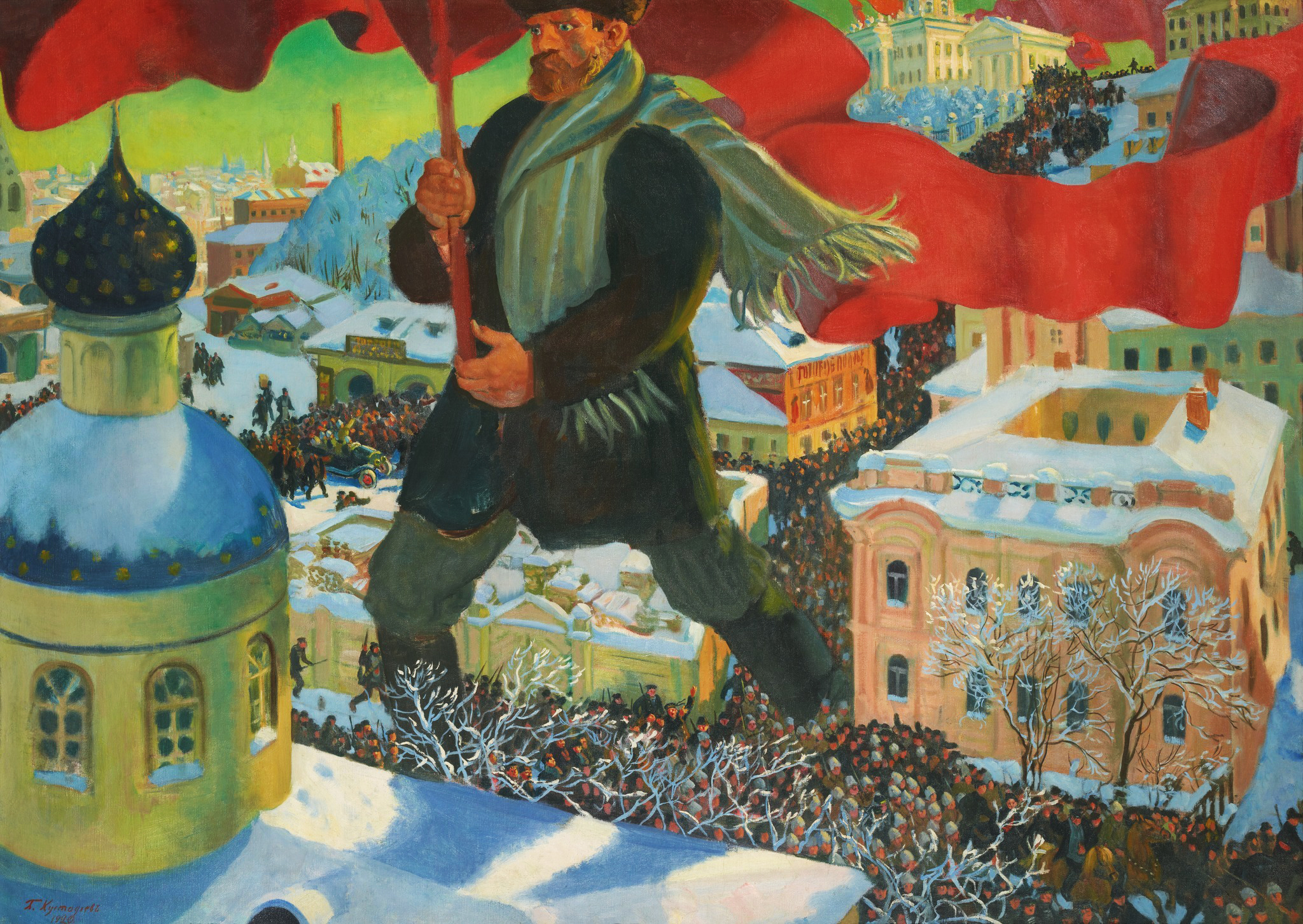
Borisz Kusztogyijev: Bolsevik, 1920

Lenin Mi a teendő? című, 1901-ben íródott röpirata elősegítette a bolsevikek mensevikektől való elszakadását. Németországban a könyv 1902-ben jelent meg, de Oroszországban a szigorú cenzúra késleltette a megjelenést és terjesztést. Az írás egyik fő állítása, hogy forradalmat csak egy erős, professzionális, a marxista elméleti elvek iránt mélyen elkötelezett vezetésű, és egy egész Oroszországra kiterjedő szervezettel bíró mozgalom lehet képes elérni, felhagyva azzal, amit Lenin „kézműves munkának” nevezett, helyette szervezettebb forradalmi munkát javasolva. Miután az előrejelzett forradalom sikeresen megdöntötte az orosz autokráciát, ez az erős vezetés lemondana a hatalomról, és átengedné egy, a demokratikus centralizmus elvei szerint működő szocialista pártnak. Lenin szerint ha a hivatásos forradalmárok nem tartják fent a munkások harca felett az irányítást, akkor a harc elkalandozik a párt céljaitól, és ellentétes célok hatása alatt folytatódik, vagy akár teljesen eltávolodik a forradalomtól.
A röpirat Lenin szocialista értelmiségről alkotott nézetei összhangban vannak a marxista elmélettel. Például Lenin egyetértett azzal a marxista tétellel, hogy a társadalmi osztályok megszűnnek létezni, és az állam elsorvad. A legtöbb párttag erkölcstelennek tartotta a munkásokkal szembeni egyenlőtlen bánásmódot, és hűek voltak a teljesen osztályok nélküli társadalom gondolatához. A röpiratból az is kiderült, hogy Lenin szembehelyezkedett a reformerek egy másik csoportjával, az úgynevezett ökonomistákkal, akik a gazdasági reform mellett álltak, míg a kormányt viszonylag változatlanul hagyták volna, Lenin nézete szerint nem ismerték fel a dolgozó lakosság a párt ügye mögötti egyesítésének fontosságát.

### A 2. pártkongresszus
Az OSzDMP 2. kongresszusán, amelyet 1903 augusztusában Brüsszelben, majd Londonban tartottak, Lenin és Julij Martov nem értett egyet a párttagság szabályait illetően. Lenin, akit Georgij Plehanov támogatott, azokra akarta korlátozni a tagságot, akik teljes időben a pártért dolgoznak, a választott pártvezetésnek teljes mértékben engedelmeskedve. Martov szerette volna kiterjeszteni a párt tagságát mindenkire, „aki elismeri a Pártprogramot és anyagi eszközökkel, valamint rendszeres személyi segítséggel támogatja azt, a párt valamelyik szervezetének irányítása alatt". Lenin úgy gondolta, hogy terve a hivatásos forradalmárok magcsoportját hozná létre, akik teljes idejüket és energiájukat arra fordítják, hogy a pártot olyan szervezetté fejlesszék, amely képes sikeres proletárforradalmat vezetni a cári autokrácia ellen.
Ennek a professzionális magnak az aktív és tapasztalt tagok közül tervezték toborozni. A szimpatizánsok a párton kívül maradtak volna, míg magát a pártot a demokratikus centralizmus elvei alapján képzelték el. Martov, aki egészen addig Lenin közeli barátja volt, egyetértett vele abban, hogy a párt magját hivatásos forradalmárok alkotják, de amellett érvelt, hogy a párttagság nyitva álljon a szimpatizánsok, a forradalmi munkások és mások előtt. Már 1903 márciusában-májusában nem értettek egyet a kérdésben, de a nézeteltérések csak a kongresszus során váltak kibékíthetetlenné a pártot megosztva. Eleinte a nézeteltérés csekélynek tűnt, és személyes konfliktusok okozták, ilyen volt például Lenin ragaszkodása a kevésbé aktív szerkesztőbizottsági tagok Iszkrából való elbocsátásához, vagy Martov támogatása a Kongresszus Szervező Bizottsága felé, amelyet Lenin ellenzett. A nézeteltérések egyre nőttek, és a szakítás elkerülhetetlenné vált.
Belső elégedetlenség a szovjethatalomnak leginkább megfelelő politikai struktúra miatt is kialakult. Lenin a Mi a teendő?-ben amellett érvelt, hogy merev politikai struktúrára van szükség a forradalom hatékony elindításához. Ez az elképzelése olyan korábbi közeli szövetségesei ellenállásába ütközött, mint Martov, Plehanov, Vera Zaszulics, Lev Trockij és Pavel Akszelrod. Plehanov és Lenin fő vitája a földek államosítása vagy magánhasználatra hagyása témakörében alakult ki. Lenin államosítást akart a kollektivizálás elősegítése érdekében, míg Plehanov úgy gondolta, hogy a munkások motivációja magasabb marad, ha az egyének meg tudják őrizni saját tulajdonukat. Azokat, akik szembehelyezkedtek Leninnel, és a szocialista termelési mód útján akartak a teljes szocializmus felé haladni, valamint ellenezték a szigorú párttagsági irányelveket, „puháknak”, míg Lenin híveit „keményeknek” nevezték.
A frakcionalizmus egy része annak volt betudható, hogy Lenin szilárdan hitt a saját véleményében, és amit Plehanov úgy jellemzett, hogy Lenin képtelen volt „a sajátjával ellentétes véleményeket elviselni”, valamint lojalitása a saját maga által elképzelt utópiához. Lenint még saját párttársai is annyira szűklátókörűnek tartották, aki annyira képtelen elfogadni a kritikákat, hogy azt hiszi, mindenki ellensége, aki nem követi mindenben. Trockij 1904-ben egyenesen Maximilien de Robespierre-hez hasonlította.

### Abolsevikésmensevikszavak etimológiája
Az Oroszországi Szociáldemokrata Munkáspárt második kongresszusán Lenin frakciója szerezte meg a többséget, így ők vették fel az orosz bolsinsztvo, azaz többség kifejezésből képzett nevet, míg Martov hívei a „kisebbség”- jelentésű mensevik megnevezésen váltak ismertté. A párttagság kérdésében azonban Martov hívei nyerték meg a szavazást, és sem Leninnek, sem Martovnak nem volt biztos többsége a kongresszus során, mivel a küldöttek nem vettek részt végig, vagy időközben oldalt váltottak. A kongresszus végül egyenlő arányban oszlott meg a két frakció között.
1907-től az angol nyelvű cikkek a bolsevikeket időnként „maximalistaként”, a mensevikeket pedig „minimalistaként” emlegették az eszer párton belül leképeződő frakciók után (a maximalista frakció 1906 után ki is vált a pártból).

### A két frakció demográfiája
Az átlagos párttag nagyon fiatal volt: 1907-ben a bolsevikok 22%-a volt 20 év alatti; 37%-uk 20–24 éves volt; 16%-uk pedig 25–29 éves volt. 1905-ben a tagok 62%-a ipari munkás volt (országos szinten 1897-ben a lakosság 3%-át tették ki) . A bolsevikok 22%-a dzsentri (az összlakosság 1,7%-a), 38%-a pedig felszabadított jobbágy volt ; szemben a mensevikek 19%-ával és 26%-ával. 1907-ben a bolsevikok 78,3%-a orosz és 10%-a zsidó volt; szemben a mensevikek 34%-ával és 20%-ával. A teljes bolsevik tagság 1905-ben 8400, 1906-ban 13000, 1907-ben 46100 volt; a mensevikeknél 8400, 18000 és 38200. 1910-re a két frakciónak együttvéve kevesebb mint 100 000 tagja volt.

### Az 1905-ös forradalom kezdete (1903–05)
1903 és 1904 között a két frakció változó állapotban volt, többen is oldalt váltottak. Plehanov, az orosz marxizmus megalapítója, aki eleinte Leninnel és a bolsevikokkal szövetkezett, 1904-re eltávolodott tőlük. Trockij eleinte támogatta a mensevikeket, de 1904 szeptemberében elhagyta őket, mert ragaszkodtak az orosz liberálisokkal való szövetkezéshez, ellenezve a Leninnel és a bolsevikokkal való megbékélést. A következő években „frakción kívülinek” tekintette magát, végül csak 1917 augusztusában csatlakozott Leninékhez.
1905 elején Moszkvában az OSzDMP Központi Bizottságának egy kivételével minden tagját letartóztatták. Az egyetlen megmaradt tagot, aki az új bizottságot kijelölhette, a bolsevikek megnyerték maguknak. A bolsevikek és mensevikek közti viszony 1905 áprilisában mérgesedett el végleg, amikor előbbiek egy csak a bolsevikek számára nyitott találkozót rendeztek, melyet a párt 3. kongresszusának neveztek. A mensevikek egy rivális kongresszust szerveztek, a szakadás visszafordíthatatlanná vált.
A bolsevikek viszonylag kis szerepet játszottak az 1905-ös forradalomban, és a Trockij vezette Pétervári Szovjet Végrehajtó Bizottságában is kisebbségben voltak, ám a kevéssé jelentős Moszkvai Szovjetet ők dominálták. Később 1917-ben ezek a szovjetek lettek a minták az akkor alakulók számára.

### Mensevikek (1906–07)
Az 1905-ös forradalom előrehaladtával a bolsevikek, mensevikek és kisebb, az Orosz Birodalomban működő nem orosz szociáldemokrata pártok megpróbáltak újjáegyesülni az OSzDMP 4. kongresszusán, melyet 1906 augusztusában a Norra Bantorget-i (Stockholm) Folkets hus-ban rendeztek. Amikor a mensevikek szövetségre léptek az Általános Zsidó Munkásegylettel, a bolsevikek kisebbségben találták magukat.
Végül minden frakció megtartotta saját frakciószerkezetét, a bolsevikek létrehozták az OSzDMP-n belüli bolsevik frakció de facto irányítószervét, a Bolsevik Központot. Az 1907 májusában Londonban tartott 5. kongresszuson a bolsevikek voltak többségben, de a két frakció továbbra is többnyire egymástól függetlenül működött.

### Szakítás Lenin és Bogdanov között (1908–10)
Lenin és Alekszandr Bogdanov között már 1904-től feszültségek voltak. Lenin azt követően veszett össze Nyikolaj Valentyinovval, hogy utóbbi megismertette vele Ernst Mach empiriokriticizmusát – ezt a nézőpontot Bogdanov empiriomonizmusként kutatta és fejlesztette. Plehanovval a Zarja társszerkesztőjeként dolgozva Lenin arra jutott, hogy egyet kell érteni Valentyinov Bogdanov empirionomizmusát elutasító nézeteivel.
Az 1907-es forradalom leverése és egy új, erősen korlátozó választási törvény elfogadása után a bolsevikok elkezdtek vitázni arról, hogy bojkottálják-e a Harmadik Dumaként ismert új parlamentet. Lenin, Grogorij Zinovjev, Lev Kamenyev és mások a dumában való részvétel mellett érveltek, míg Bogdanov, Anatolij Lunacsarszkij, Mihail Pokrovszkij és mások amellett érveltek, hogy vissza kell hívni a dumából a szociáldemokrata frakciót. Az utóbbi csoport „otzovistaként”, azaz „visszahívásistaként” vált ismertté. A bolsevik frakció egy kisebb csoportja azt követelte, hogy az OSzDMP Központi Bizottsága adjon ultimátumot az olykor rakoncátlan Duma-frakciónak, és követelje a párt döntéseinek való teljes alárendelését. Ez a csoport „ultimatisták” néven vált ismertté, és általában a visszahívókkal szövetkezett.
Mivel 1908 közepén a bolsevik vezetők többsége vagy támogatta Bogdanovot, vagy legalábbis bizonytalanok voltak, nézeteltéréseik kibékíthetetlenné válása után, Lenin Bogdanov filozófusi hírnevének aláásására összpontosított. 1909-ben megjelentetett egy éles hangvételű könyvet Materializmus és empiriokriticizmus címen, amely Bogdanov álláspontját támadta, filozófiai idealizmussal vádolva meg. 1909 júniusában Bogdanov a Proletarij című bolsevik hetilap szerkesztőbizottsága által szervezett párizsi bolsevik minikonferencián pártiskolák, mint proletáregyetemek létrehozását javasolta. Ezt a javaslatot azonban nem fogadták el, és Lenin megpróbálta kizárni Bogdanovot a bolsevik frakcióból. Bogdanov később részt vett az 1909 augusztusa és decembere között a capri pártiskolát működtető Vperjod csoport létrehozásában.

### Utolsó kísérlet a pártegység megteremtésére (1910)
Mivel a bolsevikok és a mensevikek is meggyengültek a soraikon belüli szakadások és a cári elnyomás következtében, a két frakció ismét megpróbálta újraegyesíteni a pártot. 1910 januárjában leninisták, visszahívásisták és különféle frakciójú mensevikek a párt Központi Bizottságának ülését tartották Párizsban. Kamenyev és Zinovjev kételkedtek az ötlet sikerességében, de olyan békéltető bolsevikek nyomására, mint Viktor Nogin, hajlandóak voltak megpróbálni.
Az egyik mögöttes ok, amely megakadályozta a párt újraegyesítését, az orosz rendőrség volt. A rendőrségnek sikerült mindkét fél belső köreibe beszivárognia azáltal, hogy kémeket építettek be, akik aztán beszámoltak a szemben álló fél szándékairól és ellenségeskedéseiről. Ez lehetővé tette, hogy a feszültség továbbra is magas maradjon a bolsevikok és mensevikek között, megakadályozva egyesülésüket.
Lenin határozottan ellenezte az újraegyesítést, de alulmaradt a bolsevik vezetésen belül. A találkozón előzetes megegyezés született, amelynek egyik rendelkezése az volt, hogy Trockij bécsi székhelyű Pravdáját pártfinanszírozású központi orgánummá tegyék. Kamenyev, Trockij sógora, aki a bolsevikek oldalán állt, bekerült a szerkesztőségbe, de az egyesülési kísérletek 1910 augusztusára kudarcot vallottak, így kölcsönös vádaskodások közepette lemondott e pozícióról.

### Külön párt alapítása (1912)

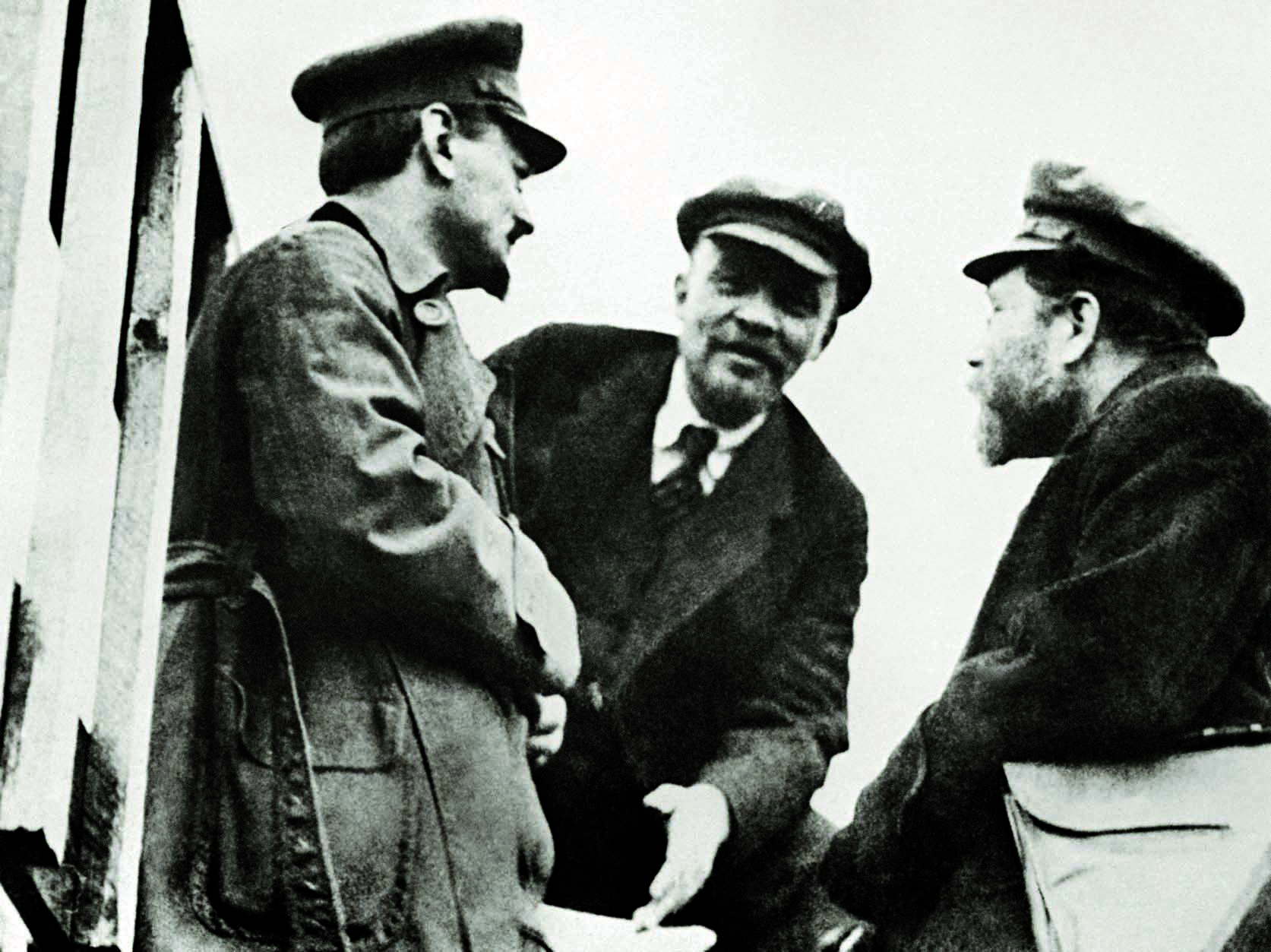
Lev Trockij, Vlagyimir Lenin és Lev Kamenyev

A frakciók 1912 januárjában végleg megszakították a kapcsolatokat, miután a bolsevikek csak a bolsevikek számára szerveztek egy prágai pártkonferenciát, és formálisan kizárták a mensevikeket és a visszahívásistákat a pártból. Ennek eredményeként megszűntek az OSzDMP frakciója lenni, ehelyett független pártnak nyilvánították magukat, Orosz Szociáldemokrata Munkáspárt (bolsevikok) vagy OSzDMP(b) néven. A pártot nem hivatalosan Bolsevik Pártként emlegették. A 20. század során több nevet is viseltek: 1918 és 1925 között Oroszországi Kommunista (bolsevik) Párt, 1925 és 1952 között Össz-szövetségi Kommunista (bolsevik) Párt, 1952 és 1991 között pedig Szovjetunió Kommunista Pártja volt a hivatalos elnevezésük.
Ahogy a pártszakadás véglegessé vált, további megosztottságok váltak nyilvánvalóvá. Az egyik legnyilvánvalóbb eltérés a finanszírozás mibenlétéből adódott. A mensevikek úgy döntöttek, hogy a forradalmukat tagdíjakból finanszírozzák, míg Lenin gyakran drasztikusabb intézkedésekhez folyamodott, mivel magasabb költségvetést igényelt. A bolsevikek egyik rendszeres bevételi forrása bankrablások végrehajtása volt, melyekből 1907-ben több, mint 250 ezer rubelre tettek szert. A bolsevikoknak azért is volt szükségük állandóan pénzre, mert Lenin a gyakorlatban is megkövetelte, hogy a forradalmat vezető egyének egész életüket az ügynek szenteljék, áldozatvállalásukért és elkötelezettségükért cserébe pénzzel jutalmazta őket. Lenin a párt pénzét röpiratok nyomtatására és másolására is használta, amelyeket városokban és politikai gyűléseken terjesztettek tevékenységük kiterjesztésére. Mindkét frakció gazdag támogatók adományaira is számíthatott.

Az 1917-es Összoroszországi Alkotmányozó Nemzetgyűlés-választáson a bolsevikek a szavazatok 23,9%-ával másodikak lettek, januárban feloszlatták a nemzetgyűlést

Az első világháború közeledtével a pártok közti különbségek tovább kristályosodtak. Joszif Sztálin abban reménykedett, hogy a háború osztályharcba, vagy polgárháborúba fordulhat át. Ezt a háborús vágyat Lenin víziója táplálta, amely szerint a munkások és a parasztok ellenállnak a háborús erőfeszítéseknek, és ezért inkább kénytelenek csatlakozni a szocialista mozgalomhoz. Oroszország ekkor kénytelen lenne kivonulni az antanthatalmak közül belső konfliktusának megoldása érdekében. A bolsevikok szerencsétlenségére Lenin ezen feltételezései tévesek voltak. Annak ellenére, hogy ő és a párt megpróbált polgárháborút szorgalmazni két, 1915-ben és 1916-ban Svájcban tartott konferencián, a bolsevikok kisebbségben voltak az első világháborúban az Orosz Birodalmi Hadsereg tűzszünetre felhívásában.
Bár a bolsevik vezetés úgy döntött, hogy külön pártot alapít, Oroszországon belül nehéznek bizonyult meggyőzni a bolsevikbarát munkásokat, hogy kövessék a példát. Amikor 1912 végén összehívták a Negyedik Duma első ülését, hat bolsevik képviselő közül csak egy, Matvej Muranov (egy másikat, Roman Malinovszkijt később leleplezték, mint a rendőrség titkos ügynökét) szavazott 1912. december 15-én a menseviktől való elszakadás mellett. A bolsevik vezetés végül sikerrel járt, és 1913 szeptemberében megalapították saját Duma-frakciójukat.

## Fordítás
Ez a szócikk részben vagy egészben  a   Bolsheviks című angol Wikipédia-szócikk fordításán alapul.  Az eredeti cikk szerkesztőit annak laptörténete sorolja fel. Ez a jelzés csupán a megfogalmazás eredetét és a szerzői jogokat jelzi, nem szolgál a cikkben szereplő információk forrásmegjelöléseként.